# Krajowy Punkt Kontaktowy

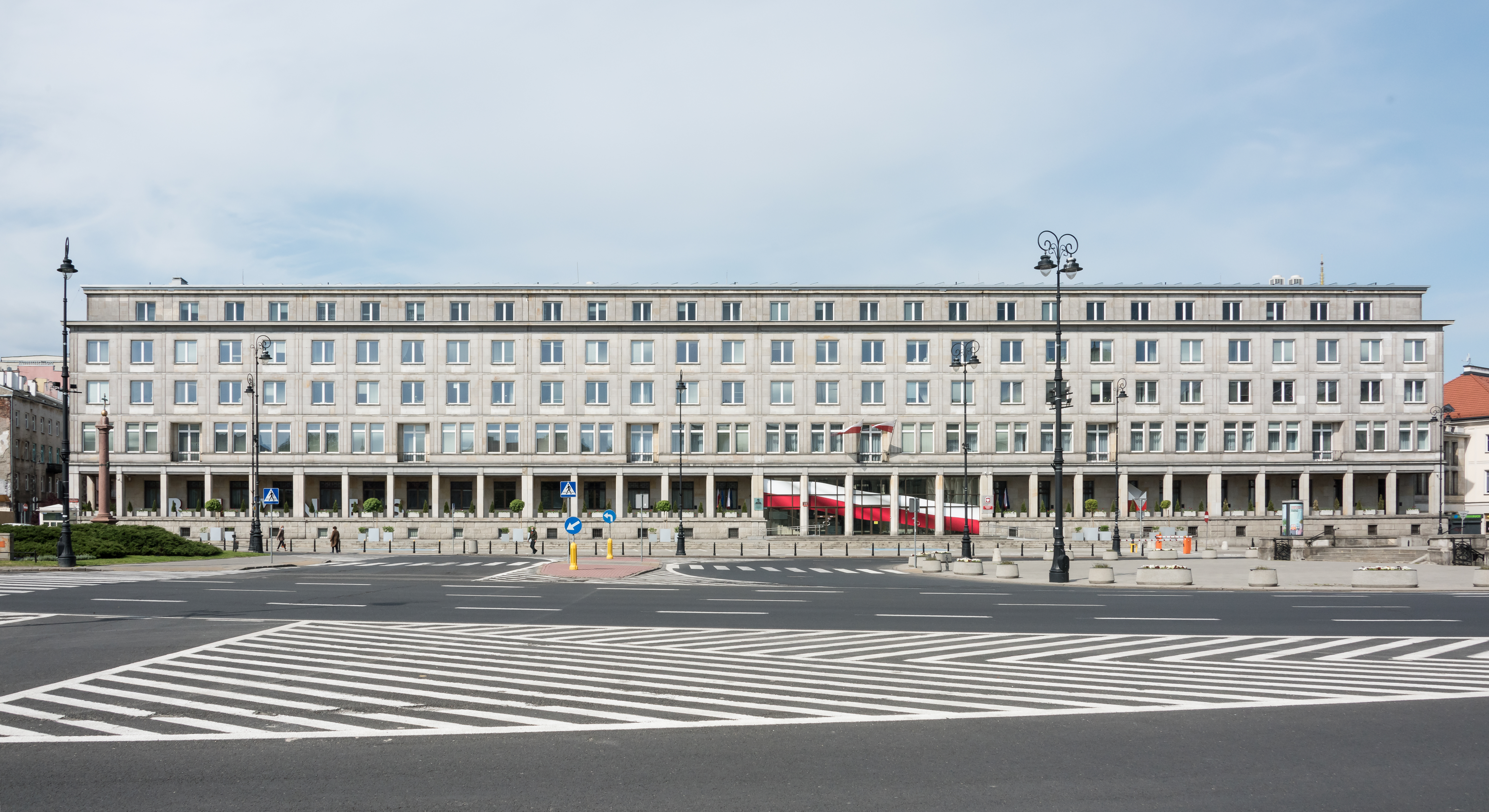
Siedziba polskiego Ministerstwa Rozwoju i Technologii przy placu Trzech Krzyży 3/5 w Warszawie, w którym mieści się Krajowy Punkt Kontaktowy

Krajowy Punkt Kontaktowy (KPK) OECD (ang. National Contact Point) – został powołany w celu prowadzenia działalności promocyjnej i zapewnienia przestrzegania Wytycznych OECD dla przedsiębiorstw wielonarodowych. Wytyczne OECD to szeroki kodeks etyki biznesu dla przedsiębiorstw wielonarodowych - w tym inwestorów, kooperantów, eksporterów. Stanowią zestaw standardów etycznych, które przedsiębiorstwa działające w państwach członkowskich OECD powinny zachować przy współpracy z pracownikami, konsumentami, społecznościami lokalnymi, czy rządami. Krajowe Punkty Kontaktowe funkcjonują we wszystkich 38 państwach należących do OECD, jak również w 13 innych, które zajmują się wdrażaniem i promocją Wytycznych OECD.
Zadaniem Krajowych Punktów Kontaktowych OECD jest także rozpatrywanie zawiadomień przeciwko działaniom przedsiębiorstw wielonarodowych, które naruszają Wytyczne OECD. Zgodnie z dokumentem, przedsiębiorstwa powinny respektować działalność związków zawodowych, a także informować pracowników o planowanych zmianach w działalności przedsiębiorstwa. Organizacje pozarządowe lub związki zawodowe mogą zgłosić zawiadomienie naruszenia Wytycznych do KPK. Punkt ma wówczas obowiązek przyjrzeć się sprawie i o ile jest ona zasadna, rozpocząć mediacje między firmą a poszkodowanymi. W latach 2001–2015 polski KPK działał w strukturze Polskiej Agencji Inwestycji i Handlu (w latach 2001–2003 Polskiej Agencji Inwestycji Zagranicznych, 2003–2015 Polskiej Agencji Informacji i Inwestycji Zagranicznych). W 2016 KPK został przeniesiony do Ministerstwa Rozwoju, które od 2021 roku działa jako Ministerstwo Rozwoju i Technologii. Obecnie KPK OECD funkcjonuje w Ministerstwie Funduszy i Polityki Regionalnej jako część Departamentu Spraw Europejskich i Współpracy Międzynarodowej.
KPK z różnych państw współpracują ze sobą w kwestiach, których dotyczą Wytyczne w zakresie swojej działalności. Ponadto odbywają doroczne spotkania w celu wymiany doświadczeń.

## Środki instytucjonalne
KPK w poszczególnych krajach mogą zachować elastyczność w zakresie organizowania swoich biur na swoim terytorium oraz korzystania z aktywnej pomocy partnerów społecznych, takich jak środowisko biznesu, organizacje pracownicze oraz inne zainteresowane strony (tzw. interesariusze), w tym również organizacje pozarządowe.
Krajowe Punkty Kontaktowe mogą funkcjonować:
- w osobie urzędnika państwowego wyższej rangi bądź biura administracji rządowej zarządzanego przez urzędnika państwowego wyższej rangi,
- jako wspólne przedsięwzięcie, z włączeniem przedstawicieli innych instytucji rządowych,
- w jego skład mogą także wchodzić przedstawiciele środowiska biznesu, organizacji pracowniczych i innych zainteresowanych stron.

## Działania w specyficznych instancjach – procedura złożenia zawiadomienia
KPK wnosi wkład w rozstrzyganie kwestii spornych (specyficznych instancji) związanych z przestrzeganiem Wytycznych OECD dla Przedsiębiorstw Wielonarodowych poprzez zapewnienie forum dla dyskusji (mediacje) i służy pomocą środowisku biznesu, organizacjom pracowniczym i innym zainteresowanym stronom w rozpatrywaniu podnoszonych kwestii w sposób efektywny, z zachowaniem terminów i zgodnie z mającymi zastosowanie przepisami prawa.  
KPK nie są sądami, więc nie wydają wyroków. tylko za pomocą mediacji starają się doprowadzić do znalezienia polubownego rozwiązania problemu. KPK powinny zachowywać bezstronność w prowadzonych postępowaniach i mieć na celu doprowadzenie do zawarcia porozumienia przez strony oraz wypracowanie nowych, lepszych rozwiązań na przyszłość. Z uwagi na to, że w poszczególnych państwach wdrażających Wytyczne istnieją różne procedury, postępowania po wpłynięciu zawiadomienia kierują się trzema ogólnymi zasadami:
- oceną wstępną (z decyzją, czy sprawa została przyjęta)
- wsparciem stron (poprzez dialog, mediację, usługi rozjemcze)
- zamknięciem procedury (z oświadczeniem końcowym, podsumowaniem działań KPK oraz wynikiem sprawy)

W ramach swojej procedury KPK może konsultować się z Krajowym Punktem Kontaktowym z państwa, którego dana kwestia także dotyczy. W przypadku, gdy strony nie osiągną porozumienia co do podnoszonych kwestii, KPK wydaje oświadczenie i jeżeli jest to właściwe formułuje rekomendacje w sprawie wykonywania zaleceń Wytycznych.
Po konsultacji z zainteresowanymi stronami KPK podaje do wiadomości publicznej wyniki zastosowania procedur, o ile zachowanie ich poufnego charakteru nie służy bardziej skuteczności realizacji Wytycznych. Ponieważ przestrzeganie Wytycznych nie jest wiążące, KPK nie może nałożyć formalnych sankcji. Największą karą dla przedsiębiorstwa jest utrata dobrego imienia i szacunku opinii publicznej. Celem podstawowym jest uniknięcie podobnych sytuacji w przyszłości.

## Sprawozdawczość
KPK OECD składa sprawozdanie roczne do Sekretariatu OECD, zawierające informacje o wynikach swojej działalności, włącznie z działaniami podejmowanymi w specyficznych instancjach.

## Praktyka w Polsce
Dotychczas w Polsce zostało złożonych 10 skarg, w tym między innymi, na następujące przedsiębiorstwa:
- UPC
- Frito-Lay
- Hydrobudowa